# Lasianthaea ceanothifolia
Lasianthaea ceanothifolia là một loài thực vật có hoa trong họ Cúc. Loài này được (Willd.) K.M.Becker mô tả khoa học đầu tiên năm 1979.